# Fatih Terim
Fatih Terim, född 4 september 1953 i Adana, är en turkisk fotbolltränare och tidigare spelare. Under sin spelarkarriär representerade han klubbarna Adana Demirspor och Galatasaray. Som tränare har han meriter från Galatasaray, AC Milan, ACF Fiorentina samt turkiska landslaget. År 2013 fick Fatih Terim lämna Galatasaray. 22 augusti 2013 blev det klart att han återigen tar över som förbundskapten för det turkiska landslaget. Sedan 2024 tränar han Al-Shabab i Saudiarabien.
Terim har blivit sparkad från Galatasaray SK fyra gånger.

## Meriter

### Som spelare
Galatasaray
- Turkiska cupen: 1975–76, 1981–82, 1984–85
- TFF Süper Kupa: 1982

### Som tränare
Turkiet U-21
- Medelhavsspelen: 1993

Galatasaray
- Süper Lig: 1996–97, 1997–98, 1998–99, 1999–00, 2011–12, 2012–13, 2017–18, 2018–19
- Turkiska cupen: 1998–99, 1999–00, 2018–19
- Turkiska supercupen: 1996, 1997, 2012, 2013, 2019
- Uefacupen: 1999